# Singapore Cup 2002
Der Singapore Cup 2002 war die 5. Austragung des Fußball-Pokalwettbewerbs in Singapur. In dieser Saison nahmen insgesamt 12 Mannschaften teil. Titelverteidiger war Home United.

## Teilnehmer
| Gruppe A                                               | Gruppe B                                                        | Gruppe C                                                    | Gruppe D                                           |
| - Geylang United - Balestier Central - Sengkang Marine | - Singapore Armed Forces FC - Tampines Rovers - Clementi Khalsa | - Home United - Sembawang Rangers FC - Woodlands Wellington | - Tanjong Pagar United - Jurong FC - Gombak United |

## Gruppenphase

### Gruppe A

#### Spiele
| Datum         |                   | Ergebnis |                   |
| ------------- | ----------------- | -------- | ----------------- |
| 19. März 2002 | Geylang United    | 3:1      | Balestier Central |
| 28. Mai 2002  | Balestier Central | 2:3      | Sengkang Marine   |
| 18. Juni 2002 | Sengkang Marine   | 0:2      | Geylang United    |

#### Tabelle
| Pl. | Verein            | Sp. | S | U | N | Tore    | Diff. | Punkte |
| --- | ----------------- | --- | - | - | - | ------- | ----- | ------ |
| 1.  | Geylang United    | 2   | 2 | 0 | 0 | 005:100 | +4    | 06     |
| 2.  | Sengkang Marine   | 2   | 1 | 0 | 1 | 003:400 | −1    | 03     |
| 3.  | Balestier Central | 2   | 0 | 0 | 2 | 003:600 | −3    | 0      |

### Gruppe B

#### Spiele
| Datum          |                           | Ergebnis |                           |
| -------------- | ------------------------- | -------- | ------------------------- |
| 30. April 2002 | Singapore Armed Forces FC | 4:3      | Tampines Rovers           |
| 28. Mai 2002   | Tampines Rovers           | 3:2      | Clementi Khalsa           |
| 18. Juni 2002  | Clementi Khalsa           | 2:3      | Singapore Armed Forces FC |

#### Tabelle
| Pl. | Verein                    | Sp. | S | U | N | Tore    | Diff. | Punkte |
| --- | ------------------------- | --- | - | - | - | ------- | ----- | ------ |
| 1.  | Singapore Armed Forces FC | 2   | 2 | 0 | 0 | 007:500 | +2    | 06     |
| 2.  | Tampines Rovers           | 2   | 1 | 0 | 1 | 006:600 | ±0    | 03     |
| 3.  | Clementi Khalsa           | 2   | 0 | 0 | 2 | 004:600 | −2    | 0      |

### Gruppe C

#### Spiele
| Datum          |                      | Ergebnis |                      |
| -------------- | -------------------- | -------- | -------------------- |
| 19. März 2002  | Home United          | 3:1      | Sembawang Rangers FC |
| 30. April 2002 | Sembawang Rangers FC | 4:3      | Woodlands Wellington |
| 28. Mai 2002   | Woodlands Wellington | 0:1      | Home United          |

#### Tabelle
| Pl. | Verein               | Sp. | S | U | N | Tore    | Diff. | Punkte |
| --- | -------------------- | --- | - | - | - | ------- | ----- | ------ |
| 1.  | Home United          | 2   | 2 | 0 | 0 | 004:100 | +3    | 06     |
| 2.  | Sembawang Rangers FC | 2   | 1 | 0 | 1 | 005:600 | −1    | 03     |
| 3.  | Woodlands Wellington | 2   | 0 | 0 | 2 | 003:500 | −2    | 0      |

### Gruppe D

#### Spiele
| Datum         |                      | Ergebnis |                      |
| ------------- | -------------------- | -------- | -------------------- |
| 19. März 2002 | Tanjong Pagar United | 1:0      | Jurong FC            |
| 6. Mai 2002   | Jurong FC            | 4:0      | Gombak United        |
| 18. Juni 2002 | Gombak United        | 1:1      | Tanjong Pagar United |

#### Tabelle
| Pl. | Verein               | Sp. | S | U | N | Tore    | Diff. | Punkte |
| --- | -------------------- | --- | - | - | - | ------- | ----- | ------ |
| 1.  | Tanjong Pagar United | 2   | 1 | 1 | 0 | 002:100 | +1    | 04     |
| 2.  | Jurong FC            | 2   | 1 | 0 | 1 | 004:100 | +3    | 03     |
| 3.  | Gombak United        | 2   | 0 | 1 | 1 | 001:500 | −4    | 01     |

## Viertelfinale
| Datum         |                           | Ergebnis        |                      |
| ------------- | ------------------------- | --------------- | -------------------- |
| 30. Juli 2002 | Geylang United            | 5:1             | Sembawang Rangers FC |
| 30. Juli 2002 | Singapore Armed Forces FC | 1:2 n. V.       | Jurong FC            |
| 30. Juli 2002 | Sengkang Marine           | 1:0             | Home United          |
| 30. Juli 2002 | Tampines Rovers           | 3:4 (4:2 i. E.) | Tanjong Pagar United |

## Halbfinale
| Datum              |                 | Ergebnis        |                 |
| ------------------ | --------------- | --------------- | --------------- |
| 17. September 2002 | Geylang United  | 1:2 n. V.       | Jurong FC       |
| 17. September 2002 | Sengkang Marine | 2:2 (3:5 i. E.) | Tampines Rovers |

## Spiel um den 3. Platz
| Datum            |                | Ergebnis |                 |
| ---------------- | -------------- | -------- | --------------- |
| 13. Oktober 2002 | Geylang United | 3:1      | Sengkang Marine |

| Paarung  | Geylang United – Sengkang Marine                                                                   |
| Ergebnis | 3:1 (2:1)                                                                                          |
| Datum    | 13. Oktober 2002                                                                                   |
| Stadion  | Nationalstadion Singapur, Singapur                                                                 |
| Tore     | 0:1 Simon Harland (16.) 1:1 Mohd Noor Ali (27.) 2:1 Mohd Noor Ali (42.) 3:1 Aleksandar Đurić (90.) |

## Finale
| Datum            |                 | Ergebnis |           |
| ---------------- | --------------- | -------- | --------- |
| 13. Oktober 2002 | Tampines Rovers | 1:0      | Jurong FC |

| Paarung  | Tampines Rovers – Jurong FC        |
| Ergebnis | 1:0 (0:0)                          |
| Datum    | 13. Oktober 2002                   |
| Stadion  | Nationalstadion Singapur, Singapur |
| Tore     | 1:0 George Goutzioulis (86.)       |